# Galegos (Riotorto)
Galegos (llamada oficialmente Santa María de Galegos) es una parroquia y una aldea española del municipio de Riotorto, en la provincia de Lugo, Galicia.

## Organización territorial
La parroquia está formada por seis entidades de población:
- Galegos
- Lourido
- Pontigo (O Pontigo)
- San Fadrao (Santadrao)
- Veiga de Galegos (A Veiga de Galegos)
- Villarquide (Vilarquide)

## Demografía

### Parroquia
| Gráfica de evolución demográfica de Galegos (parroquia) entre 2000 y 2021 |
|                                                                           |
| Datos según el nomenclátor publicado por el INE.                          |

### Aldea
| Gráfica de evolución demográfica de Galegos (aldea) entre 2000 y 2021 |
|                                                                       |
| Datos según el nomenclátor publicado por el INE.                      |